# Motorola W375
El Motorola W375, es un teléfono móvil GSM de gama baja fabricado por Motorola. Con un formato clamshell, presenta además prestaciones interesantes como conectividad a la pc y radio FM con o sin auriculares. Es básicamente una versión reducida del Motorola RAZR V3, aunque sin conectividad Bluetooth. Se comercializó hasta 2010 en Europa y Latinoamérica y hasta 2011 en Estados Unidos.

## Especificaciones y características
- GSM 900/1800/1900 MHz (tribanda).
- Datos: GPRS clase 10/WAP 2.0 (navegador con soporte xHTML).
- Lanzamiento: junio de 2006.
- Batería: Batería de iones de litio de 820 miliamperios-hora.
  - Tiempo de espera: hasta 345 horas.
  - Tiempo de conversación: hasta 350 minutos.
- Pantalla: TFT 128 × 160 píxeles, 65 000 colores. Protegida por cristal antirrayado.
- Tamaño : 99 × 45 × 18.6 mm.
- Peso: 86 gramos.
- Volumen: 56 cm³.
- Carcasa: rectangular de formas redondeadas, extremadamente fina, con el teclado en plateado y el resto en varios colores (plata, azul, rojo…). En la trasera, bajo una cubierta conector de la batería y bajo esta, alojamiento de la tarjeta SIM; en la parte superior, cámara digital de 0,3 megapixeles (VGA 640 × 480); en la inferior, altavoz. En el frontal, bajo la pantalla, dos teclas de funciones en pantalla, D-Pad, teclas de colgar/descolgar y keypad telefónico estándar; en el lateral derecho de éste, micrófono. En el lateral izquierdo, tecla PTT. En el lateral derecho, tecla de cámara y conector mini-USB (se usa para datos, recarga y conexión del kit de manos libres por cable).
- Conectividad: USB, GPRS clase 10 (4+1/3+2 slots, entre 32 y 48 kbit/s), WAP 2.0.
- Antena: todas internas.
- Tarjeta SIM: Interna, de tamaño corto.
- Memoria : 1.5 MB.
- Mensajes: SMS con iTap, MMS, mensajería instantánea.
- Timbres: polifónicos (24 canales) y MP3, grabación de voz.
- Multimedia: reproductor MP3.
- Cámara de lente fija y 0,3 megapíxeles, solo captura fotos.
- Otras prestaciones: llamada en espera, lista de llamadas emitidas (10) / recibidas (10) / perdidas (10), agenda de 500 entradas + SIM, vibración, alarma, calculadora, Push to talk (PTT). El teléfono puede configurarse para el USB en modo datos (para Windows aparece como un módem USB y es accesible su memoria para las Motorola Phone Tools).

- Datos: Q3253466